# Joost Klein
Joost Klein, även känd som enbart Joost, född 10 november 1997 i Leeuwarden i Friesland, är en nederländsk sångare. 
Han representerade Nederländerna i Eurovision Song Contest 2024 med låten "Europapa" och väckte stor uppmärksamhet när han diskvalificerades från att medverka i finalen.

## Biografi
Joost Klein växte upp i Leeuwarden. När Klein var 12 år dog båda hans föräldrar inom loppet av ett år. Hans far gick bort i cancer och hans mor dog till följd av ett hjärtstopp. Han togs därefter om hand av sina äldre syskon. För att bearbeta förlusten av sina föräldrar började han skriva musik. Fler av hans låtar, inklusive "Europapa", handlar om och är tillägnade hans föräldrar.
År 2023 tilldelades han Popprijs  som tilldelas det band eller artist som haft störst genomslag i nederländsk popmusik under året. Samma år släppte han hitlåten ”Friesenjung” som har över 100 miljoner streams världen över.
Klein representerade Nederländerna i semifinalen av Eurovision Song Contest 2024 med låten "Europapa" och gick vidare till final. Han blev dock diskvalificerad timmar före finalen på grund av påstådda hot mot en kvinnlig medarbetare i produktionen. Händelsen väckte stor uppmärksamhet eftersom det var första gången i Eurovisions historia som något liknande skedde. EBU mottog kritik för beslutet som vissa menade var oproportionerligt hårt. I augusti 2024 meddelade åklagaren att förundersökningen om olaga hot läggs ned med motiveringen att det inte kan bevisas "att gärningen har varit ägnad att framkalla allvarlig fruktan eller att mannen har haft någon sådan avsikt".